# Plateau de Barnim
Pour l’article homonyme, voir Barnim.

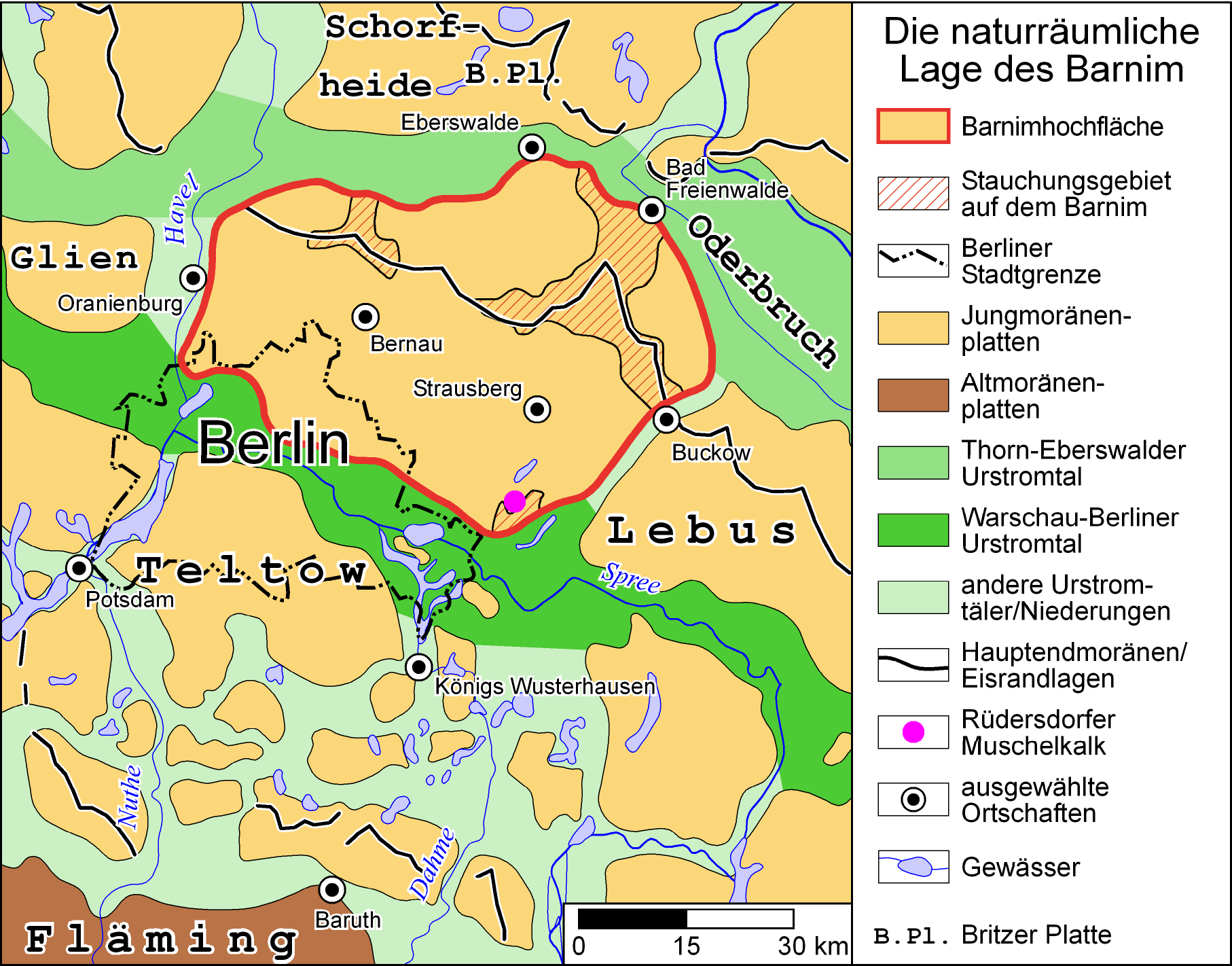
Carte du plateau

Le plateau de Barnim est un plateau glaciaire et une région historique qui se partage entre le nord-est de Berlin et le Brandebourg en Allemagne.
C'est une zone géographique formée pendant la glaciation vistulienne constituée d'une moraine de fond, d'une moraine frontale et d'un sandur à la suite du retrait de la calotte glaciaire. Le Barnim se situe entre la vallée proglaciaire de Berlin au sud et la vallée proglaciaire d'Eberswalde au nord.
Le plateau recouvre une partie des arrondissements brandebourgeois de la Haute-Havel, de Barnim, de Märkisch-Pays de l'Oder et d'Oder-Spree et une partie des arrondissements berlinois de Reinickendorf, de Pankow, de Lichtenberg et de Marzahn-Hellersdorf.